# Pop (альбом U2)
Pop (укр. Поп) — дев'ятий студійний альбом ірландського рок-гурту U2, що вийшов 1997 року.

## Про альбом
Студійний альбом рок-гурту U2, записаний в середині 1990-х років, було створено під впливом танцювальної музики, тому він носив більш «електронний» характер. Продюсерами альбому стали Flood та Howie B, змінивши Браяна Іно, з яким U2 співпрацювали до цього. Головним синглом стала пісня «Disqotheque» (укр. Дискотека), а в відеокліпі на неї музиканти постали в образах учасників диско-гурту Village People. U2 довелось поспішати із завершенням запису альбому, бо заздалегідь було заплановано концертне турне PopMart. Через це деякі пісні вийшли «сирими», музиканти залишилися незадоволеними ними й навіть переписали три пісні пізніше. Також брак часу вплинув на якість підготовки до туру, і деякі пісні довелося довчати протягом концертів.
Альбом Pop вийшов 3 березня 1997 року та дебютував на першому місці в хіт-парадах Billboard 200 та UK Albums, проте вже наступного тижня показники продажів суттєво впали. Експериментальний альбом призвів до змішаних відгуків критиків та слухачів. Серед досягнень альбому — тричі платинова сертифікація в Канаді, а також номінація на «Греммі» в категорії «Найкращий рок- або попальбом».

## Список пісень
| #   | Назва                           | Тривалість |
| --- | ------------------------------- | ---------- |
| 1.  | «Discotheque»                   | 5:19       |
| 2.  | «Do You Feel Loved»             | 5:07       |
| 3.  | «Mofo»                          | 5:49       |
| 4.  | «If God Will Send His Angels»   | 5:22       |
| 5.  | «Staring At The Sun»            | 4:36       |
| 6.  | «Last Night On Earth»           | 4:45       |
| 7.  | «Gone»                          | 4:26       |
| 8.  | «Miami»                         | 4:52       |
| 9.  | «The Playboy Mansion»           | 4:40       |
| 10. | «If You Wear That Velvet Dress» | 5:15       |
| 11. | «Please»                        | 5:02       |
| 12. | «Wake Up Dead Man»              | 4:52       |

## Чарти
| Чарт (1997)                                          | Найвища позиція |
| ---------------------------------------------------- | --------------- |
| Австралія Australian Albums (ARIA)                   | 1               |
| Австрія Austrian Albums (Ö3 Austria)                 | 1               |
| Бельгія Belgian Albums (Ultratop Flanders)           | 1               |
| Бельгія Belgian Albums (Ultratop Wallonia)           | 1               |
| Канада Canadian Albums (Billboard)                   | 1               |
| Danish Albums (Hitlisten)                            | 1               |
| Нідерланди Dutch Albums (MegaCharts)                 | 1               |
| European Albums (Billboard)                          | 1               |
| Фінляндія Finnish Albums (Suomen virallinen lista)   | 1               |
| Франція French Albums (SNEP)                         | 1               |
| Німеччина German Albums (Offizielle Top 100)         | 1               |
| Угорщина Hungarian Albums (MAHASZ)                   | 2               |
| Irish Albums (IRMA)                                  | 1               |
| Italian Albums (FIMI)                                | 1               |
| Japanese Albums (Oricon)                             | 2               |
| Нова Зеландія New Zealand Albums (Recorded Music NZ) | 1               |
| Норвегія Norwegian Albums (VG-lista)                 | 1               |
| Portuguese Albums (AFP)                              | 1               |
| Шотландія Scottish Albums (OCC)                      | 1               |
| Spanish Albums (PROMUSICAE)                          | 1               |
| Швеція Swedish Albums (Sverigetopplistan)            | 1               |
| Швейцарія Swiss Albums (Schweizer Hitparade)         | 1               |
| Велика Британія UK Albums (OCC)                      | 1               |
| США Billboard 200                                    | 1               |

| Чарт (1997)                                       | Позиція |
| ------------------------------------------------- | ------- |
| Australian Albums (ARIA)                          | 39      |
| Austrian Albums (Ö3 Austria)                      | 7       |
| Belgian Albums (Ultratop Flanders)                | 28      |
| Belgian Albums (Ultratop Wallonia)                | 26      |
| Dutch Albums (Album Top 100)                      | 17      |
| European Albums (Music & Media)                   | 4       |
| French Albums (SNEP)                              | 16      |
| German Albums (Offizielle Top 100)                | 29      |
| New Zealand Albums (RMNZ)                         | 9       |
| Spanish Albums (AFYPE)                            | 22      |
| Swedish Albums & Compilations (Sverigetopplistan) | 30      |
| Swiss Albums (Schweizer Hitparade)                | 18      |
| UK Albums (OCC)                                   | 25      |
| US Billboard 200                                  | 45      |

### Тижневі чарти синглів
| Рік                                         | Пісня                         | Найвища позиція | Найвища позиція | Найвища позиція | Найвища позиція | Найвища позиція | Найвища позиція |
| Рік                                         | Пісня                         | IRE             | AUS             | BE (Fl)         | CAN             | UK              | US              |
| ------------------------------------------- | ----------------------------- | --------------- | --------------- | --------------- | --------------- | --------------- | --------------- |
| 1997                                        | «Discothèque»                 | 1               | 3               | 14              | 1               | 1               | 10              |
| 1997                                        | «Staring at the Sun»          | 4               | 23              | 46              | 2               | 3               | 26              |
| 1997                                        | «Last Night on Earth»         | 11              | 32              | 29              | 4               | 10              | 57              |
| 1997                                        | «Please»                      | 6               | 21              | 31              | 10              | 7               | —               |
| 1997                                        | «Mofo»                        | —               | 35              | —               | —               | —               | —               |
| 1997                                        | «If God Will Send His Angels» | 11              | —               | —               | —               | 12              | —               |
| 2001                                        | «If God Will Send His Angels» | —               | —               | —               | 26              | —               | —               |
| »—" позначає релізи, які не увійшли в чарт. |                               |                 |                 |                 |                 |                 |                 |

## Сертифікації та продажі
| Регіон                                                                                          | Сертифікація  | Продажі    |
| ----------------------------------------------------------------------------------------------- | ------------- | ---------- |
| Аргентина (CAPIF)                                                                               | Платиновий    | 60 000^    |
| Австралія (ARIA)                                                                                | Платиновий    | 70 000^    |
| Австрія (IFPI Austria)                                                                          | Платиновий    | 50 000*    |
| Бельгія (BEA)                                                                                   | Платиновий    | 50 000*    |
| Бразилія (ABPD)                                                                                 | Золотий       | 100 000*   |
| Канада (Music Canada)                                                                           | 3× Платиновий | 300 000^   |
| Фінляндія (IFPI Finland)                                                                        | Золотий       | 32,952     |
| Франція (SNEP)                                                                                  | Платиновий    | 300 000*   |
| Німеччина (BVMI)                                                                                | Золотий       | 250 000^   |
| Італія (FIMI)                                                                                   | 3× Платиновий | 400,000    |
| Японія (RIAJ)                                                                                   | Платиновий    | 200 000^   |
| Нідерланди (NVPI)                                                                               | Золотий       | 50 000^    |
| Нова Зеландія (RIANZ)                                                                           | 2× Платиновий | 30 000^    |
| Норвегія (IFPI Norway)                                                                          | Платиновий    | 50 000*    |
| Польща (ZPAV)                                                                                   | Золотий       | 50 000*    |
| Іспанія (PROMUSICAE)                                                                            | Платиновий    | 100 000^   |
| Швеція (IFPI Sweden)                                                                            | Золотий       | 40 000^    |
| Швейцарія (IFPI Switzerland)                                                                    | Платиновий    | 50 000^    |
| Велика Британія (BPI)                                                                           | Платиновий    | 300 000^   |
| США (RIAA)                                                                                      | Платиновий    | 1,500,000  |
| Підсумки                                                                                        |               |            |
| Європа (IFPI)                                                                                   | 2× Платиновий | 2 000 000* |
| Весь світ                                                                                       | —             | 5,000,000  |
| *продажі, що базуються лише на сертифікаціях ^відвантаження, що базуються лише на сертифікаціях |               |            |